# Costantino Ladislao Sobieski
Costantino Ladislao Filippo Sobieski, in polacco Konstanty Władysław Filip Sobieski (Varsavia, 1º maggio 1680 – Žovkva, 22 luglio 1723) è stato un nobile polacco, figlio terzogenito del re Giovanni III di Polonia.

## Biografia

### Infanzia ed educazione
Fu battezzato a Jaworów. Ebbe un'istruzione completa secondo le istruzioni di suo padre nel 1685. Nell'ottobre 1696, insieme al fratello Alessandro, fu ricevuto dal re Luigi XIV col nome di conte di Pomerania. Il 19 gennaio 1698 organizzò un ballo in onore di Augusto II giunto a Varsavia. Nel 1697, sotto la divisione della proprietà dopo Jan III, ricevette Wilanów e il Palazzo Kazimierzowski, nonché le tenute di Żółkiewka e Krechów.
Nel 1698 prese parte alla battaglia di Pidhaitsi. Nell'ottobre di quell'anno accompagnò, la madre con il fratello, che si recarono in Italia. A novembre furono ricevuti dall'imperatore Leopoldo I ed Eleonora Maddalena. Nel 1699 partecipò alla presa di Kamieniec Podolski, che fu recuperata dalle mani turche durante la pace di Karłowice.
Nel marzo del 1700 partì per Roma. A novembre fu nominato cavaliere dell'Ordine di San Michele. A dicembre fu insignito dell'Ordine dello Spirito Santo dall'ambasciatore francese. Lì, fu coinvolto in uno scandalo morale quando fu coinvolto con una cortigiana di nome Tolli, che la madre Marie Casimire Regina di Polonia accusò di averle rubato i gioielli.
Durante la Grande Guerra del Nord, ha sostenuto gli sforzi di suo fratello Giacomo per la corona polacca. Tornato ad Oława, e passando per Breslavia, Il 27 febbraio 1704 lui e suo fratello furono arrestati dagli uomini di Augusto II. Imprigionato fino al 1706 nella fortezza di Pleissenburg a Lipsia, poi nella fortezza di Königstein e fu liberato con la pace di Altranstädt. Andò in Bassa Slesia, dove ebbe una relazione con l'ex amante di Augusto II Urszula Lubomirska. Il 18 novembre dello stesso anno sposò Maria Józefa Wessel a Danzica. Fu proposto l'elezione a sovrano, al posto della restaurazione del governo di Augusto II. Tuttavia, il ritorno di quest'ultimo nel paese cancellò questa possibilità. Nel 1711 Costantino intrattenne lo zar Pietro I a Jaworów. Nel 1712 fu avanzata la sua candidatura al trono polacco, senza successo.
Risiedeva a Breslavia. Nel 1714 ereditò Pomorzany dal fratello Aleksander. Nel 1718 vendette Podhorka a Stanisław Mateusz Rzewuski, nel 1720 Wilanów a Elżbieta Sieniawska e ad Augusto II un casino di caccia a Varsavia. Le navi di Danzica Printz Constantin von Pohlen e Der Printz Constantin von Polen erano a lui dedicate.
Fu sepolto nella chiesa parrocchiale di Żółkiewka.

## Ascendenza
|                                                               |                                          |                                                | Genitori                                       |  |  | Nonni |  |  | Bisnonni                                        |  |  | Trisnonni    |  |
|                                                               |                                          |                                                |                                                |  |  |       |  |  | Marek Sobieski, voivoda e castellano di Lublino |  |  | Jan Sobieski |  |
|                                                               |                                          |                                                |                                                |  |  |       |  |  | Marek Sobieski, voivoda e castellano di Lublino |  |  | Jan Sobieski |  |
|                                                               |                                          | Katarzyna Zofia Gdeszyńska                     |                                                |  |  |       |  |  | Marek Sobieski, voivoda e castellano di Lublino |  |  |              |  |
| Jakub Sobieski, voivoda di Belsk, castellano di Cracovia      |                                          |                                                |                                                |  |  |       |  |  | Marek Sobieski, voivoda e castellano di Lublino |  |  |              |  |
|                                                               |                                          | Jadwiga Snopkowska                             | Jakub Snopkowski                               |  |  |       |  |  |                                                 |  |  |              |  |
|                                                               |                                          | Jadwiga Snopkowska                             | Jakub Snopkowski                               |  |  |       |  |  |                                                 |  |  |              |  |
|                                                               |                                          | Jadwiga Snopkowska                             | Jadwiga Herburtowna                            |  |  |       |  |  |                                                 |  |  |              |  |
| Jan III Sobieski, re di Polonia                               |                                          | Jadwiga Snopkowska                             |                                                |  |  |       |  |  |                                                 |  |  |              |  |
|                                                               |                                          | Jan Daniłowicz                                 | Stanisław Daniłowicz                           |  |  |       |  |  |                                                 |  |  |              |  |
|                                                               |                                          | Jan Daniłowicz                                 | Stanisław Daniłowicz                           |  |  |       |  |  |                                                 |  |  |              |  |
|                                                               |                                          | Jan Daniłowicz                                 | Katarzyna Tarło                                |  |  |       |  |  |                                                 |  |  |              |  |
| Theophila Zofia Danilowiczówna, erede di Zhovka               |                                          | Jan Daniłowicz                                 |                                                |  |  |       |  |  |                                                 |  |  |              |  |
|                                                               |                                          | Zofia Żółkiewska                               | Stanisław Żółkiewski                           |  |  |       |  |  |                                                 |  |  |              |  |
|                                                               |                                          | Zofia Żółkiewska                               | Stanisław Żółkiewski                           |  |  |       |  |  |                                                 |  |  |              |  |
|                                                               |                                          | Zofia Żółkiewska                               | Regina Herburtowna                             |  |  |       |  |  |                                                 |  |  |              |  |
| Konstanty Władysław Sobieski                                  |                                          | Zofia Żółkiewska                               |                                                |  |  |       |  |  |                                                 |  |  |              |  |
|                                                               | Antoine de La Grange, marchese d'Arquien | Charles de La Grange, signore di Montigny      |                                                |  |  |       |  |  |                                                 |  |  |              |  |
|                                                               | Antoine de La Grange, marchese d'Arquien | Charles de La Grange, signore di Montigny      |                                                |  |  |       |  |  |                                                 |  |  |              |  |
|                                                               | Antoine de La Grange, marchese d'Arquien | Louise de Rochechouart, signora di Boiteaux    |                                                |  |  |       |  |  |                                                 |  |  |              |  |
| Henri Albert de La Grange, marchese d'Arquien (poi cardinale) | Antoine de La Grange, marchese d'Arquien |                                                |                                                |  |  |       |  |  |                                                 |  |  |              |  |
|                                                               |                                          | Anne d'Ancienville                             | Louis d'Ancienville, visconte di Souille       |  |  |       |  |  |                                                 |  |  |              |  |
|                                                               |                                          | Anne d'Ancienville                             | Louis d'Ancienville, visconte di Souille       |  |  |       |  |  |                                                 |  |  |              |  |
|                                                               |                                          | Anne d'Ancienville                             | Françoise de la Platiere, baronessa d'Espeisse |  |  |       |  |  |                                                 |  |  |              |  |
| Marie-Casimire-Louise de la Grange d'Arquien                  |                                          | Anne d'Ancienville                             |                                                |  |  |       |  |  |                                                 |  |  |              |  |
|                                                               |                                          | Baptiste de La Châtre, signore di Breuillebaut | Jean de La Châtre, signore di Breuillebaut     |  |  |       |  |  |                                                 |  |  |              |  |
|                                                               |                                          | Baptiste de La Châtre, signore di Breuillebaut | Jean de La Châtre, signore di Breuillebaut     |  |  |       |  |  |                                                 |  |  |              |  |
|                                                               |                                          | Baptiste de La Châtre, signore di Breuillebaut | Madelene de Cluys                              |  |  |       |  |  |                                                 |  |  |              |  |
| Françoise de La Châtre                                        |                                          | Baptiste de La Châtre, signore di Breuillebaut |                                                |  |  |       |  |  |                                                 |  |  |              |  |
|                                                               |                                          | Gabrielle Lamy                                 | Bonaventure Lamy, signore di Loury             |  |  |       |  |  |                                                 |  |  |              |  |
|                                                               |                                          | Gabrielle Lamy                                 | Bonaventure Lamy, signore di Loury             |  |  |       |  |  |                                                 |  |  |              |  |
|                                                               |                                          | Gabrielle Lamy                                 | Louise de La Marche                            |  |  |       |  |  |                                                 |  |  |              |  |
|                                                               |                                          | Gabrielle Lamy                                 |                                                |  |  |       |  |  |                                                 |  |  |              |  |